# آتیلیو لومباردو
آتیلیو لومباردو (به ایتالیایی: Attilio Lombardo) بازیکن فوتبال و اهل ایتالیا است 

## تیم ملی
از سال ۱۹۹۰ میلادی عضو تیم ملی فوتبال ایتالیا بوده و در ۱۹ بازی ملی حضور داشته‌است. او در بازی‌های ملی‌اش ۳ گل به ثمر رساند.
لومباردو یکی از پنج بازیکنی است که با سه تیم مختلف موفق به کسب جام سری آ ایتالیا شده است: همراه با تیمهای سامپدوریا، یونتوس و لاتزیو. بیشترین درخشش او در تیم سامپدوریا بود. لمباردو آخرین بازی ملی خود را در سال ۱۹۹۷ میلادی انجام داد.